# Ngulu (Ndu)
Pour les articles homonymes, voir Ngulu.
Ngulu est un village du Cameroun situé dans la commune de Ndu. Il est rattaché au département du Donga-Mantung, dans la région du Nord-Ouest.

## Géographie
Ngulu est situé au sud-est de la commune, à côté du village de Sop.

## Climat
Le climat, de type soudano-guinéen, est marqué par deux saisons et une pluviométrie unimodale. Durant la saison sèche, de novembre à mi-mars, les précipitations sont moindres, en particulier pendant les mois de janvier et février où les précipitations atteignent des valeurs proches de zéro. Pendant la saison des pluies, les précipitations dépassent parfois 400 mm par mois, en particulier en juillet, août et septembre. Chaque année, les précipitations vont de 1 300 à 3 000 mm, avec une moyenne de 2 000 mm.

## Population
En 1970, le village comptait 343 habitants.
Le Bureau central des recensements et des études de population (BCREP) a réalisé un recensement en 2005, le Répertoire actualisé des villages du Cameroun; le recensement évaluait à 753 le nombre d'habitants; ce chiffre inclut 339 hommes et 414 femmes.
Ngulu est une des 10 chefferies du clan Wiya. Les habitants de Ngulu, se sont d'abord installés avec les villageois de Mangu et Njilah dans une partie de la sous-division Nwa avant de finalement déménager là où ils vivent maintenant.

## Économie
Plus de 90 % des villageois de la commune de Ndu vivent de l’agriculture. La diversité des sols de la région permet de cultiver une grande variété de produits. Ainsi on peut trouver de la culture d’huile de palme et de riz en basse altitude et des plantations de pomme de terre irlandaise en haute altitude. Les autres cultures fréquentes incluent le thé, l’huile de palme, les plantations de café, de riz, de maïs, de haricots, de pommes de terre, d'ignames ainsi que de bananes plantains. Divers systèmes de production agricole sont employés, parmi lesquels la jachère, la culture mixte, la monoculture, la culture continue et l'agriculture commerciale.
L’élevage est une activité structurante de la commune. Les bovins, chevaux, chèvres, moutons et volailles y sont nombreux.

## Système éducatif
Il y a une école primaire dans le village: la GS Ngulu.